# O-2 (samolot)
O-2 – amatorski samolot sportowy, konstrukcji Michała Offierskiego.

## Historia
Michał Offierski zaprojektował swój samolot będąc pracownikiem Wielkopolskiej Wytwórni Samolotów „Samolot”. W maju 1928 roku przystąpił do jego budowy. Otrzymał wsparcie finansowe ze strony Ligi Obrony Powietrznej i Przeciwgazowej oraz materiałowe ze strony WWS „Samolot”, która sprzedała mu materiały konstrukcyjne po cenach własnych oraz wypożyczyła silnik. Oblot prototypu wykonał Edmund Hołodyński 24 października 1928 roku na lotnisku Ławica. 
Samolot został zgłoszony do udziału w II Krajowym Konkursie Awionetek, jednak podczas przelotu na miejsce konkursu lądował przymusowo z powodu awarii silnika. Został przewieziony do Poznania. Wymontowano z niego silnik, płatowiec został zdemontowany. Był przechowywany w hangarze, gdzie uległ zniszczeniu.

## Konstrukcja
Dwumiejscowy samolot sportowy w układzie zastrzałowego dolnopłatu ze stałym podwoziem.
Kadłub o konstrukcji podłużnicowej, przekroju czterokątnym, kryty sklejką. Przód kadłuba osłonięty blachą stalową. Kabina załogi odkryta, pierwsze miejsce przeznaczone dla pasażera/ucznia, drugie dla instruktora. Pedały przestawne, fotele dostosowane do spadochronów plecowych.
Płat dwudzielny, jednodźwigarowy, o obrysie prostokątnym, wyparty od góry dwoma parami zastrzałów. Profil płata Bobek-4 (Gö 648) konstrukcji Augusta Bobka-Zdaniewskiego. Lotki kryte sklejką, o napędzie linkowo-popychaczowym. 
Podwozie stałe, klasyczne z płozą ogonową. Koła podwozia głównego amortyzowane sznurem gumowym.
Usterzenie klasyczne, krzyżowe. Statecznik poziomy dwudzielny, podparty zastrzałami.
Silnik gwiazdowy, trójcylindrowy, Anzani 3A2 osadzony na stożkowym łożu z blachy stalowej. Napędzał dwułopatowe śmigło o stałym skoku.